# Eslöv
Eslöv je grad u Švedskoj u sastavu županije Skåne.

## Zemljopis
Grad se nalazi u južnoj Švedskoj nedaleko Malma i Lunda. 

## Stanovništvo
Prema podacima o broju stanovnika iz 2005. godine u gradu živi 16.551 stanovnik.

## Vanjske poveznice
- Službena stranica grada

### Ostali projekti
|  | Zajednički poslužitelj ima još gradiva o temi Eslöv |